# بالدئارکس د لا بگا
بالدئارکس د لا بگا (به اسپانیایی: Valdearcos de la Vega) یک شهرستان در اسپانیا است که در استان وایادولید واقع شده‌است.